# Andreas Andersson
Claes Andreas Andersson (* 10. April 1974 in Nacka, Schweden) ist ein ehemaliger schwedischer Fußballspieler. Der Stürmer, der mit der schwedischen Nationalmannschaft an der Weltmeisterschaft 2002 teilnahm, spielte im Laufe seiner aktiven Karriere in Schweden, Italien und England. Später übernahm er Aufgaben als Sportfunktionär und Trainer. 

## Werdegang

### Karrierestart und Durchbruch in Schweden
Andersson spielte während seiner Jugendzeit bei Hova IF, wo er 1991 im Erwachsenenbereich debütierte. 1994 schloss er sich dem Zweitligisten Tidaholms GoIF an, wo er direkt höherklassig auf sich aufmerksam machte. Im Sommer wechselte er zu Degerfors IF in die Allsvenskan. In der Spielzeit 1995 zeichnete er sich an der Seite von Henrik Berger, Ulf Ottosson und Daniel Tjernström als regelmäßiger Torschütze aus. In allen 26 Saisonspielen auf dem Platz, erzielte er 13 Saisontore und platzierte sich damit hinter Niklas Skoog und Jörgen Pettersson an dritter Stelle der Torschützenliste der Allsvenskan.
IFK Göteborg warb Andersson vor der Spielzeit 1996 ab, beim amtierenden Meister hatte im Vorjahr kein Spieler mehr als sechs Tore erzielt. Vor Beginn der Saison kam er zudem zu seinem ersten Einsatz in der Nationalmannschaft, als Nationaltrainer Tommy Svensson ihn am 25. Februar des Jahres in einem Freundschaftsländerspiel gegen die australische Nationalmannschaft einsetzte. Mit den beiden Toren zum 2:0-Erfolg krönte er sein Debüt. In der anschließenden Spielzeit hier hielt er seine Torquote auf hohem Niveau. An der Seite von Niclas Alexandersson, Magnus Erlingmark, Teddy Lučić und Jesper Blomqvist stand er auch beim von Mats Jingblad betreuten Klub in allen Saisonspielen auf dem Feld und war mit seinen 19 Saisontoren entscheidend am Gewinn des Meistertitels beteiligt. Zudem krönte er sich damit zum Torschützenkönig der Allsvenskan, da er die Konkurrenten Marino Rahmberg und Hans Eklund, die jeweils 13 Tore erzielt hatten, deutlich distanzierte. 

### Stippvisite im Ausland und Rückkehr nach Schweden
Im Rahmen der UEFA Champions League 1996/97 hatte Andersson außer Landes auf sich aufmerksam gemacht, als er sich bei der 2:4-Niederlage gegen den AC Mailand im Mailänder San Siro im Oktober 1996 als Torschütze ausgezeichnet hatte. Zudem hatte er sich im Herbst des Jahres – zwar zunächst nur als Ergänzungsspieler hinter den gesetzten Stürmern Kennet Andersson und Martin Dahlin – in der Nationalelf etabliert und war auch 1997 in der ersten Saisonhälfte regelmäßiger Torschütze in der Allsvenskan gewesen. Daher holte ihn der neu verpflichtete Trainer Fabio Capello, der ihn als optimale Ergänzung zu George Weah und dem ebenfalls neu geholten Patrick Kluivert sah, zum Mailänder Klub. Nach einem misslungenen Saisonstart war schließlich er es, der mit einem Tor gegen den FC Empoli am fünften Spieltag den ersten Saisonerfolg herausschoss. Auch im Duell mit Maurizio Ganz um die Rolle der weiteren Sturmkraft konnte er sich jedoch im weiteren Saisonverlauf nicht durchsetzen, dieses Tor blieb sein einziges für den italienischen Verein. 
Bereits im Januar 1998 setzte Milan Andersson auf die Transferliste. Nachdem Kenny Dalglish ihn Ende Januar noch als Einwechselspieler beobachtet hatte, verpflichtete er den Stürmer für zirka 3,5 Millionen Pfund für Newcastle United. Da Alan Shearer nach einer Knöchelverletzung, die er in der Vorbereitung auf die Saison erlitten hatte, lange Zeit ausgefallen war, galt er als neue Sturmhoffnung, zumal Faustino Asprilla bis dato im Saisonverlauf nicht überzeugt hatte. Während Shearer sich wieder zurück in die Startformation spielte, konnte der Schwede jedoch ebenfalls nicht überzeugen und fand sich gegen Saisonende auf der Ersatzbank wieder, lediglich zwei Saisontore in der Premier League standen zu Buche. Auch im Endspiel um den FA Cup am Saisonende gegen den FC Arsenal war er zu Beginn des Spiels nur Ersatzmann. Nachdem Marc Overmars und Nicolas Anelka den Londoner Klub in Führung geschossen hatten, wechselte ihn der Trainer für Stuart Pearce ein. Letztlich blieb es jedoch bei der 0:2-Niederlage. Auch in der folgenden Spielzeit blieb ihm nur die Rolle des Ergänzungsspielers, neben Shearer war der neu verpflichtete Duncan Ferguson unter dem neuen Trainer Ruud Gullit als Stammkraft im Sturm gesetzt. Erst als dieser verletzungsbedingt zeitweise ausfiel, kam er in der Mitte der Spielzeit häufiger zum Einsatz.
Am 5. August 1999 gab der schwedische Klub AIK die Verpflichtung Anderssons für 20 Millionen Schwedische Kronen bekannt und bereits sechs Tage später debütierte er für den amtierenden Meister und Pokalsieger in der Champions League, als die Mannschaft in der 3. Qualifikationsrunde gegen AEK Athen antrat. In der Gruppenphase war die Mannschaft um Nebojša Novaković, Thomas Lagerlöf, Mike Kjølø, Michael Brundin und Pontus Kåmark trotz teilweise nur knapper Niederlagen chancenlos und schied als Gruppenletzte hinter dem FC Barcelona, dem AC Florenz und dem FC Arsenal aus dem Wettbewerb aus. Bei der 2:3-Niederlage zum Abschluss gegen den englischen Vertreter glänzte er als doppelter Torschütze im heimischen Råsundastadion. 
War Andersson bis zum Ende der Allsvenskan-Spielzeit 1999 Stammspieler gewesen, bremste ihn im folgenden Jahr ein Kreuzbandriss. Damit verpasste er auch eine Teilnahme an der Europameisterschaft 2000, nachdem sich die Landesauswahl erstmals seit 1994 wieder für ein großes Turnier qualifiziert hatte. Nach seiner Rückkehr auf den Platz zeichnete er sich in der Spielzeit 2001 als regelmäßiger Torschütze aus. Mit neun Saisontoren führte er den Klub auf den dritten Tabellenplatz hinter die Lokalrivalen Hammarby IF und Djurgårdens IF und krönte sich zum besten vereinsinternen Torschützen vor Andreas Alm und Patric Andersson. Auch zu Beginn der anschließenden Spielzeit torgefährlich, gehörte er bei der Weltmeisterschaft 2002 zum Kader der Auswahlmannschaft. Das Trainerduo Tommy Söderberg und Lars Lagerbäck setzte im Angriff vornehmlich auf Henrik Larsson und Marcus Allbäck, als Einwechselspieler kam Andersson jedoch regelmäßig zum Zug. Vor Turnierbeginn als Außenseiter eingeschätzt, überraschte er mit der Mannschaft als Sieger der im Vorfeld der Endrunde als „Todesgruppe“ betitelten Vorrundengruppe F vor England, Argentinien und Nigeria. Auch im Achtelfinale gegen Senegal als Einwechselspieler ab der 65. Spielminute für Allbäck auf dem Feld, schied er mit der Mannschaft nach zwei Toren von Henri Camara nach Golden Goal aus dem Turnier aus. Im Nachgang des Turniers brachte ihn die Presse mit verschiedenen internationalen Vereinen in Verbindung, ein Wechsel kam jedoch nicht zustande.
Im Sommer 2003 verletzte Andersson sich erneut am Knie, wodurch er längerfristig ausfiel. Nach zweijähriger Verletzungszeit entschied sich Andersson im August 2005 für das Ende seiner aktiven Fußballerlaufbahn und ließ sich zum Sportinvalide erklären, so dass der Verein eine Versicherungssumme kassierte.

### Nach dem aktiven Fußball
Nach der Erklärung seines Karriereendes wechselte Andersson bei AIK in den Trainerstab von Rikard Norling und dessen Assistenten Nebojša Novaković. 2006 wechselte er als Assistent von Sportchef Ola Andersson ins Management des Klubs, ehe er als Spielertrainer im Sommer zu seinem Heimatverein Hova IF zurückkehrte. 
Im November 2006 gab Degerfors IF die Verpflichtung Anderssons als neuen Sportchef ab 2007 bekannt. In der Zweitliga-Spielzeit 2008 verpasste die Mannschaft den Klassenerhalt in der Superettan, in der Folge verließ er den Klub. Ein Jahr später verkündete er sein Comeback auf dem Fußballplatz und schloss sich dem Siebtligisten FC Andrea Doria an. Im Oktober 2010 unterschrieb Andersson einen Zwei-Jahres-Kontrakt als Trainer des IFK Mariestad. Nach nur einer Spielzeit gab er jedoch sein Amt wieder auf. Parallel war er im Sommer 2011 wieder auf den Rasen zurückgekehrt und hatte sich dem wie seine letzte Spielstation ebenfalls in der siebten Spielklasse antretenden IFK Hallsberg angeschlossen. Zur Spielzeit 2012 wechselte er in die sechste Liga zu Villastadens IF.